# Форбстаун (Калифорнија)
Форбстаун (енгл. Forbestown) насељено је место без административног статуса у америчкој савезној држави Калифорнија.

## Демографија
По попису из 2010. године број становника је 320.
| Група             | 2000.    | 2010.       |
| Белци             | 0 (0,0%) | 251 (78,4%) |
| Афроамериканци    | 0 (0,0%) | 4 (1,3%)    |
| Азијати           | 0 (0,0%) | 10 (3,1%)   |
| Хиспаноамериканци | 0 (0,0%) | 23 (7,2%)   |
| Укупно            | 0        | 320         |